# Bun E. Carlos
Bun E. Carlos (Rockford, 12 giugno 1950) è un batterista statunitense.
Ha militato nei Cheap Trick fino al 2010.

## Con i Cheap Trick

### Album studio
- Cheap Trick (1977);
- In Color (1977);
- Heaven Tonight (1978);
- Dream Police (1979);
- All Shook Up (1980);
- One on One (1982);
- Next Position Please (1983);
- Standing on the Edge (1985);
- The Doctor (1986);
- Lap of Luxury (1988);
- Busted (1990);
- Woke up with a Monster (1994);
- Cheap Trick (1997);
- Special One (2003);
- Rockford (2006).

### Live
- At Budokan (1978);
- Music for Hangovers (1999);
- Silver (2001).

### Raccolte
- Sex, America, Cheap Trick (1996);
- The Essential Cheap Trick (2004);
- Authorized Greatest Hits (2000).